# Koper
Koper (italsky Capodistria, chorvatsky Kopar, německy Gafers) je město ve Slovinsku na pobřeží Jaderského moře. Žije zde 23 726 obyvatel (2002), s celou občinou, jejímž je sídlem, 49 200 obyvatel. Koper je nejdůležitějším přístavem země a jediným větším městem na jeho pobřeží. Využíván je rovněž i pro mezinárodní obchod Česka.
Město bylo také historicky známé jako „istrijské Atény“.

## Poloha
Město se nachází v západní části země, na pobřeží Jaderského moře. Původně se rozkládalo na ostrově, který byl nakonec spojen s pevninou. Moderní rozvoj umožnila především rovinatá krajina na pobřeží, v blízkosti ústí řeky Rižany (italsky Risano) do moře. Zasypána byla část zálivu Semedela. U Koperu se rovněž do moře vlévá i říčka Badaševica, která zde vytéká nejprve do tzv. Škocjanské zátoky a poté do moře.
V okolí Koperu se rozkládají vrcholy Golič (italsky Golich, 890 m n. m.), dále Kavčič (italsky Monte Caucizze, 882 m), Lipnik (italsky Lipenico, 804 m n. m.) a další.
Koper je vzdálen 11 km jižně od Terstu v Itálii, 12 km východně od Piranu a 60 km severozápadně od Rijeky v Chorvatsku. Nachází se na začátku istrijského poloostrova.

## Klimatické poměry
Podnebí je středomořské, typická jsou pro něj horká léta, mírné zimy a větry bura, jugo a maestral. Průměrná letní teplota zde činí 22 °C v červenci, v únoru potom 8 °C a v srpnu 24 °C. Srpen je statisticky nejteplejší měsíc. Nejvíce srážek spadne na podzim.

## Název
Původ názvu je nesporně románský, resp. latinský. Dle jedné teorie bylo pod názvem Caput Histriae, který v latině znamenal hlava Istrie, znám již ve středověku. Z tohoto názvu se vyvinulo pozdější italské Capodistria). Zkrácením vznikl slovinský (resp. slovanský) název Koper. Podle jiné teorie je původ názvu z latinského Insula caprae (doslova Kozí ostrov). Název Capris se objevuje již v 5. století. V chorvatštině, resp. srbochorvatštině se také objevuje i název Kopar, který vznikl nejspíše analogicky k příslušné vokalizaci polohlásek.[zdroj?]

## Historie

### Nejstarší dějiny

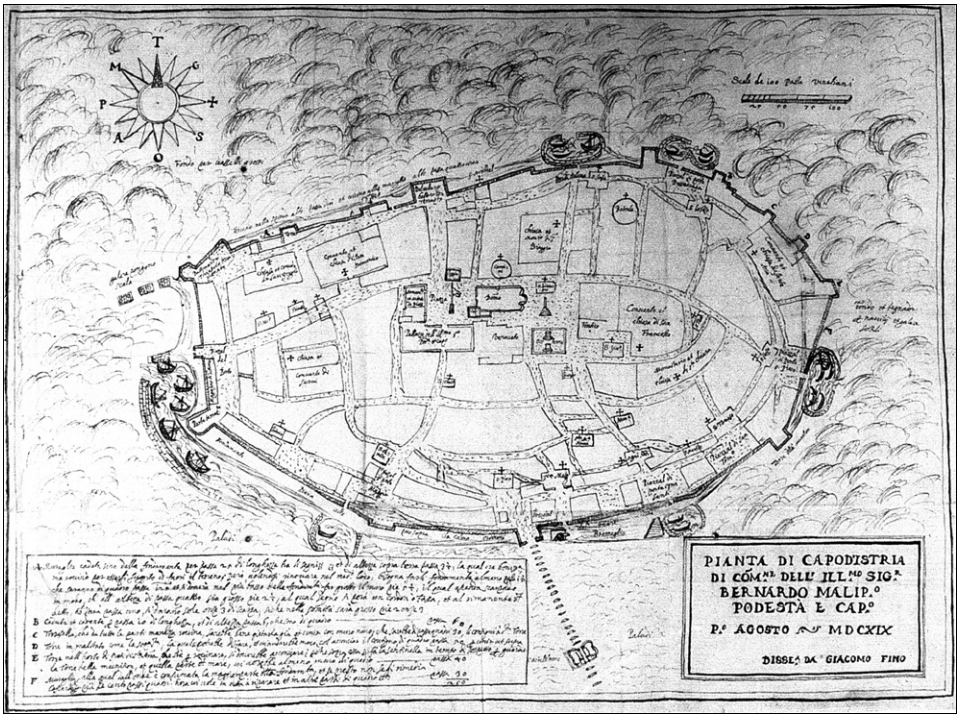
Schéma Koperu z roku 1619.

V blízkosti dnešního města se na úpatí kopce našel při archeologickém průzkumu pozůstatek osady, která byla ovlivněná Vinčanskou kulturou.
První stálé osídlení zde vybudovali starověcí Řekové, a to pod názvem Aegida. Podle legendy vznikl původní ostrov při dopadu štítu bohyně Atény, která se zde skrývala. Osada existovala i za dob Římské říše pod názvy Capris, Capre nebo Caprista (názvy se během staletí střídaly). Rozvoj římského sídla však byl omezen blízkostí jiných přirozených center v oblasti, např. Tergidy (Terstu). Nacházel se zde nicméně přístav, ke kterému ekonomicky i dopravně gravitoval okolní venkov. Ve 4. století v okolí města vypukl ozbrojený konflikt mezi uchazeči o titul římského císaře.

### Středověk
Roku 568 sem uprchli Tersťané z města obléhaného Langobardy. Již od 8. století v Koperu sídlí biskupství. Na počest tehdejšího byzantského císaře Justiniána II. tak bylo přejmenováno na Iustinianopolis. Nakonec se ho ale opět zmocnili Frankové a Langobardi. Na počátku 10. století zde stál klášter. Roku 932 začalo město obchodovat s Benátkami a v 11. století (v době benátsko – říšskoněmecké války) se postavilo na stranu Svaté říše římské, za což roku 1032 získalo od císaře Svaté říše římské Konráda II. městská práva. Následně se začalo postupně etablovat jako hlavní překladiště soli a obilí v regionu. Město do té doby mělo roli spíše regionálního centra, hlavní obživa místních spočívala v zemědělství a obchod ve středomoří měl jen omezený význam. Od roku 1278 spadal Koper pod Benátskou republiku, kde zaujal místo jako brána Benátčanů k Istrii. Bohatství městu v té době přinášely také rozsáhlé saliny na pobřeží. Z benátské doby pocházejí také významné památky, např. renesanční Prétorský palác z 15. století. V této době se rozvíjel obchod, například se solí. V roce 1348 došlo k vzpouře místního obyvatelstva proti benátské moci, Benátčané jej však dokázali poměrně úspěšně a účinně potlačit.
V období středověku patřil Koper k největším městům na území dnešního Slovinska co do počtu obyvatel. Žilo zde přes čtyři tisíce lidí. Dle dopisu benátského správce pro Istrii, který sídlil v Koperu, bylo okolí město osídleno výhradně Slovany.

### Moderní doba
V 18. století se stal svobodným přístavem. V první polovině uvedeného století doložil zadarský arcibiskup Matija Karaman, že se ilyrským jazykem (jihoslovanskými jazyky) hovoří na celé Istrii, s výjimkou Koperu.

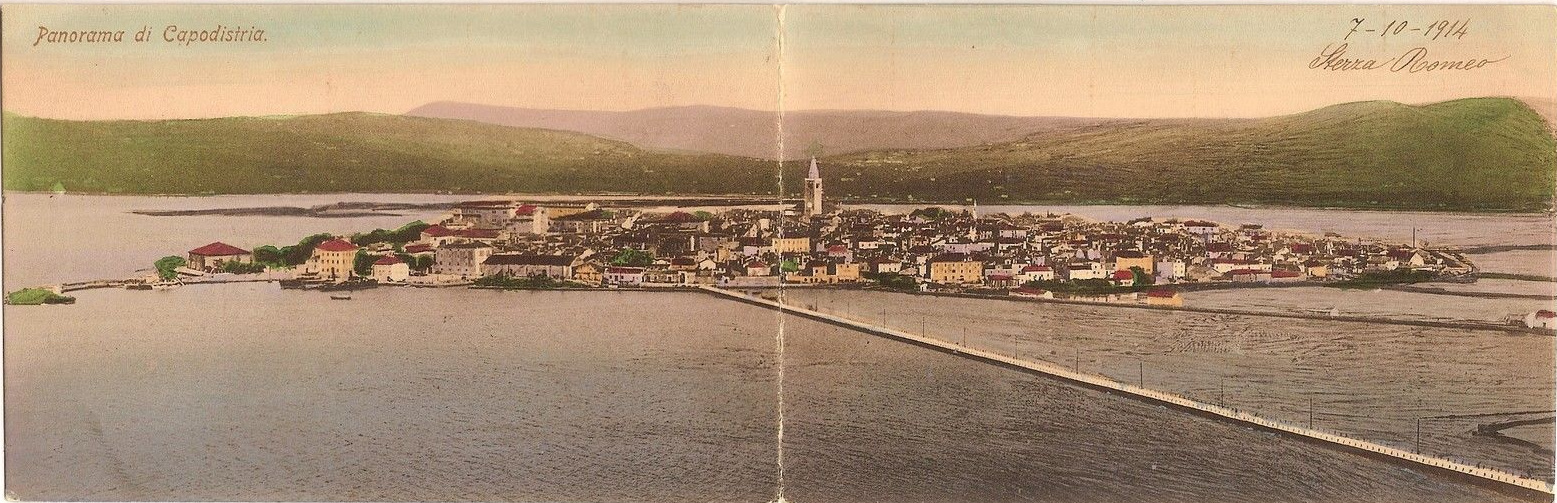
Koper v roce 1914.

V letech 1797 až 1918, s výjimkou let 1805 až 1813, byl Koper součástí habsburské monarchie. V té době Koper hospodářsky stagnoval. Po výstavbě železnice Vídeň–Terst (Jižní dráha), která se Koperu vyhýbala, se význam města ještě snížil.
V průběhu devatenáctého století došlo k dramatickým proměnám Koperu. Byly strženy původní hradby (do dnešní doby se dochoval jen malý fragment) a ve městě vznikly slovinské politické a hospodářské organizace. V roce 1825 byla postavena hráz, která historické město propojila s pevninou. Dvě silnice mezi historickým městem a pobřežím zobrazují i mapy třetího vojenského mapování z druhé poloviny 19. století. Rovněž ukazují i mělkou lagunu mezi městem a pobřežím a dále existenci solan, které sloužily k výrobě mořské soli.
V 19. století zde rovněž vzniklo lyceum.

### 20. a 21. století
V době Rakousko-Uherska patřilo město pod Rakouské přímoří, součást Předlitavska. Podle sčítání lidu z roku 1900 žilo v Koperu celkem 7205 obyvatel, kteří uvedli jako svůj jazyk italštinu, 391 slovinštinu, 167 chorvatštinu a 67 němčinu.

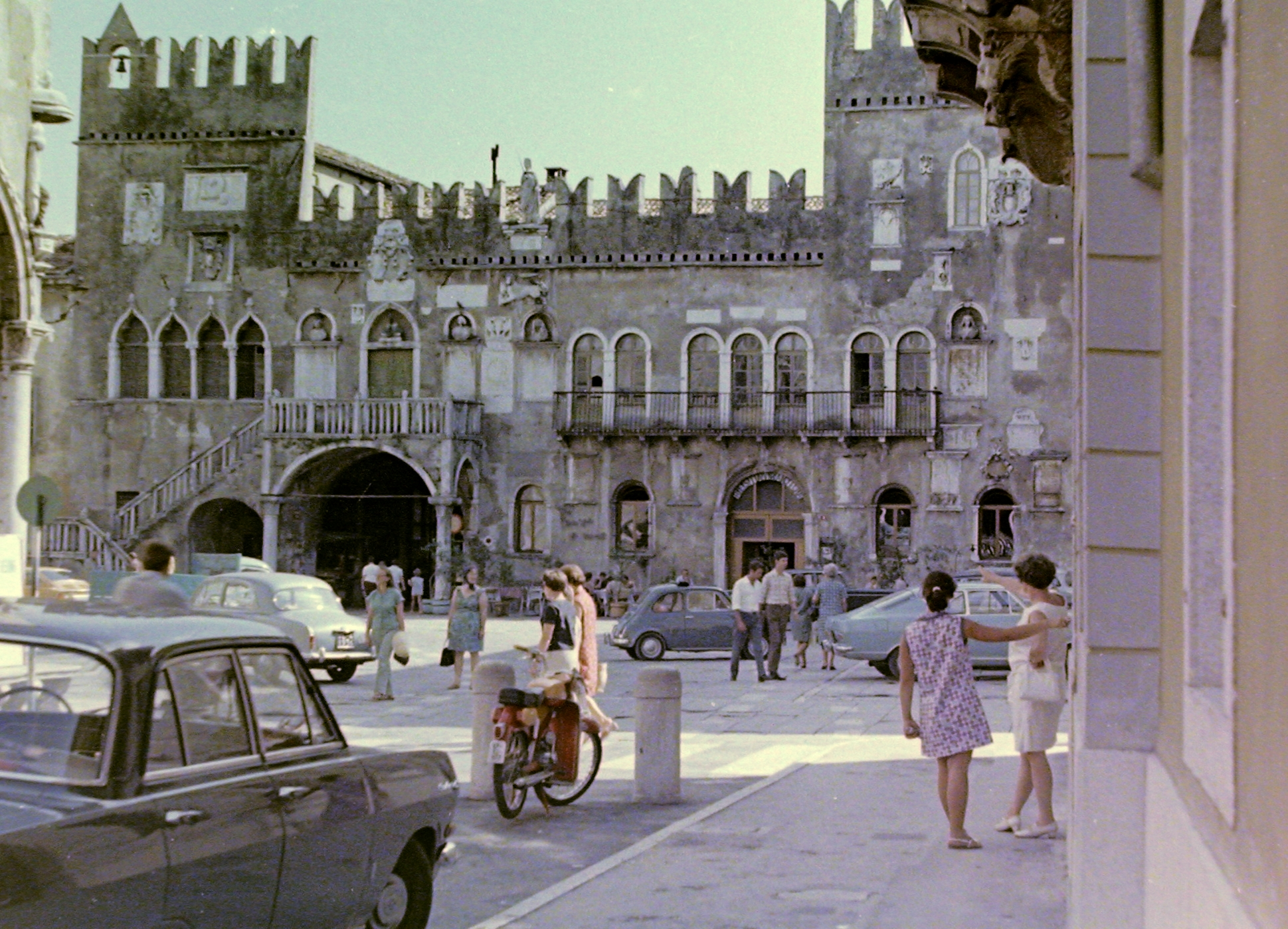
Střed města v roce 1969.

Po první světové válce připadlo Itálii. Město patřilo dlouhou dobu mezi centra hnutí pro připojení Istrie k Itálii a akt sjednocení místní většinově italské obyvatelstvo přivítalo. V roce 1923 byly některé okolní obce připojeny ke Koperu. Město bylo součástí tzv. Istrijské provincie v rámci Itálie. Bylo rovněž městem okresním. Po nástupu fašismu v Itálii zde docházelo k represím vůči slovanskému (slovinskému) obyvatelstvu. Nemalý počet tehdejších Slovinců uprchl přes hranici do Jugoslávie. Kromě věznice se v Semedele nacházela i mučírna.[zdroj?]
Dne 1. května 1945 byl Koper osvobozen. Po druhé světové válce bylo město sídlem jugoslávské správy zóny B. Diskuze o budoucím statusu města probíhaly dlouho, město bylo řízeno jugoslávskou vojenskou správou. Předpokládalo se jeho přidělení Jugoslávii (dle sovětského návrhu), vrácení Itálii (dle amerického návrhu), kompromisní návrh předpokládal střed města připojit Itálii a okolní obce, které přiléhají bezprostředně blízko k středu města k Jugoslávii. Ještě v roce 1954 přepokládal architekt Max Fabiani propojení Terstu a Koperu příměstskou železnicí.

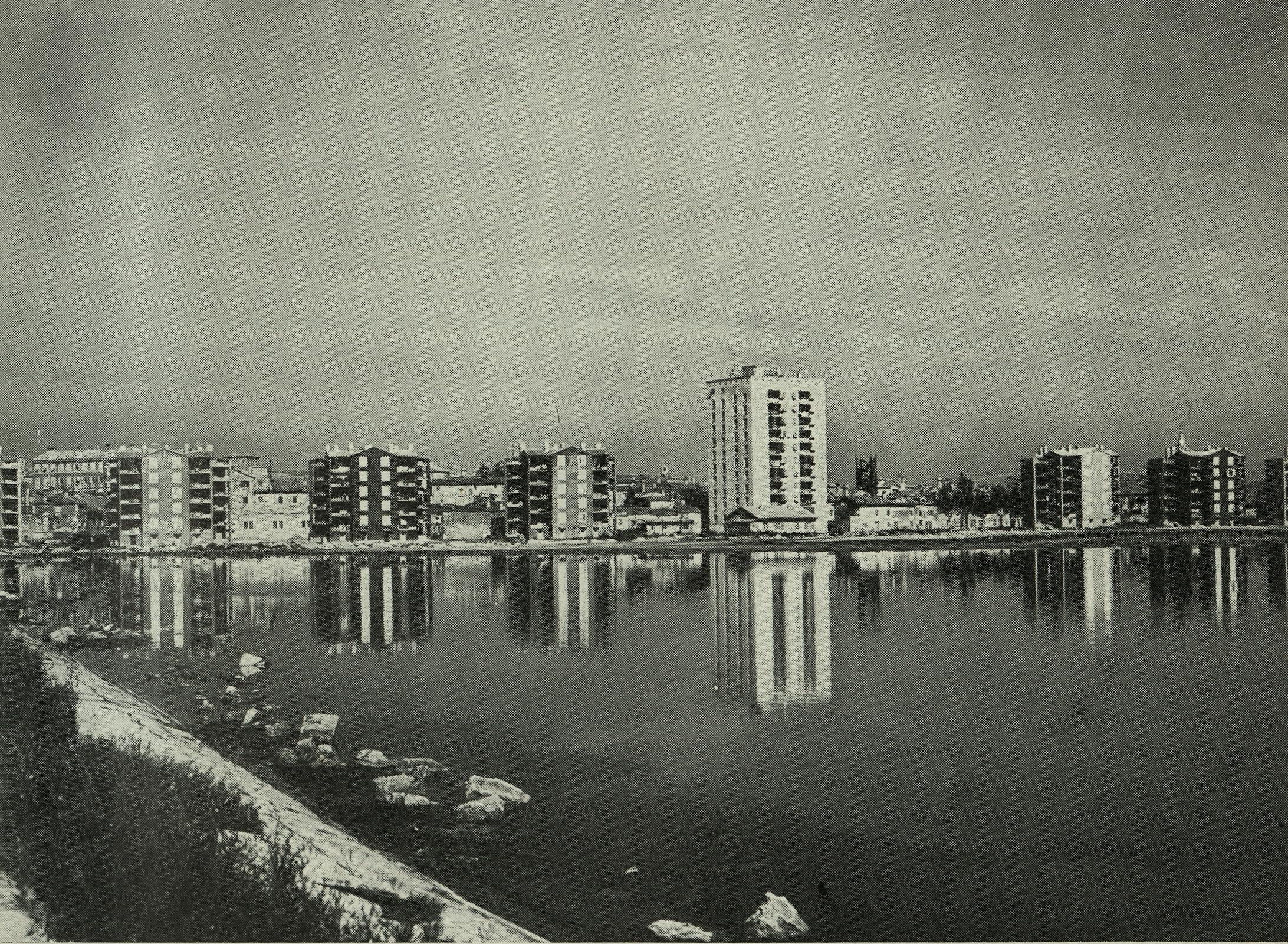
Domy v Koperu v roce 1966.

Po uzavření Londýnské dohody v roce 1954 připadl Koper Jugoslávii. Už od roku 1947 však probíhal rozsáhlý odchod italské populace, na jejich místo přišli, stejně jako v případě všech dalších větších sídel na Istrii, lidé z celé mnohonárodností Jugoslávie. Ve městě probíhaly také četné demonstrace, ve kterých protestující požadovali anexi města Jugoslávií.
Od roku 1946 do roku 1953 byla modernizována silnice, která spojuje Koper s Lublaní. 
V 50. a 60. letech začalo vysílat Radio Koper. Rok 1975 znamenal poslední tečku za spornými hranicemi; v roce 1977 poté byly ustanoveny i nové hranice z hlediska církevních správních jednotek v oblasti. Dnes tak spadá Koper pod lublaňskou arcidiecézi. Jugoslávský stát, resp. Republika Slovinsko se zasadily mezinárodními smlouvami o důsledné dodržování dvojjazyčnosti a začlenění italsky mluvícího obyvatelstva do správy města a všech úrovní veřejného života.
Po válce se rovněž město začalo měnit v průmyslové centrum. Slovinská republiková vláda usilovala o rozvoj definitivně přiřknutého regionu. Padlo rozhodnutí také vybudovat zde větší přístav; jeho výstavba byla zahájena roku 1957. Železniční přípojka na přístav byla realizována roku 1967. Pro kotvení větších lodí bylo nezbytné vybagrovat mořské dno. Vznikla také továrna Tomos na výrobu motocyklů, která byla významným zaměstnavatelem. 
Původní historické jádro Koperu bylo doplněno řadou nových čtvrtí a městských částí, mezi něž patří například Semedela, Žusterna nebo Šalara. Nové čtvrti s radiální sítí ulic, vycházející od historického středu města do okolní krajiny, vypracoval v roce 1961 slovinský architekt Edo Mihevc. Mihevc také vyprojektoval první výškovou budovu ve městě, mrakodrap společnosti Tomos (výrobce motocyklů), který byl dokončen do roku 1961. a brzy jej následovaly další. O pět let později, v roce 1966 vypracoval Mihevc plán i pro rozvoj slovinského pobřeží, ten však byl podroben rozsáhlé kritice tehdejší veřejnosti.
Hlavní náměstí v Koperu bylo pojmenováno po Josipu Brozu Titovi a tento název si uchovalo i po roce 1991 a rozpadu Jugoslávie. Plán rozvoje slovinského pobřeží počítal s vytvořením přímořského centra právě zde, zatímco turistika byla rozvíjena v Piranu a Portoroži.
Od roku 1991 je součást samostatného Slovinska. Přes tyto všechny změny je však stále vícejazyčným městem; mluví se tu slovinsky (74,1 %), chorvatsky (8 %) a italsky (2,2 %).
Moderní rozvoj města ovlivnil rozpad Jugoslávie méně, než tomu bylo v jiných částech bývalé federace. Místní přístav se dokázal přeorientovat na nové trhy a již v 90. letech 20. století vykázal značný nárůst provozu. Postaveny byly nové objekty, např. nákupní centra. Rozvoj se však děl mnohdy živelně a bez přihlédnutí k potřebám územního plánování, což lze vysledovat např. na výstavbě obchodních center v blízkosti chráněné a již zmíněné Škocjanské zátoky. Právě její ochrana před dalším rozvojem města byla jedním z témat v Koperu na počátku 21. století. V roce 2006 byla také dovedena dálnice A1 do Koperu z Lublaně.

## Administrativní dělení
Městská občina Koper (slovinsky Mestna občina Koper) zahrnuje plochu o rozloze 303 km2, což ji činí 7. největší co do rozlohy na území Slovinska. Zahrnuje 101 sídel.

## Obyvatelstvo
Podle informací slovinských úřadů na konci roku 2016 žilo na území města Koperu 9,7 % obyvatel, kteří neměli slovinské občanství. Počet obyvatel ovlivňuje poměrně velká migrace. 47,7 % bylo v druhé dekádě 21. století práceschopných.
Podle sčítání lidu z roku 2002 mluvilo 74,1 % obyvatel Koperu slovinsky, 8 % chorvatsky, 4 % uvedlo srbochorvatštinu, 2,8 % bosenštinu a 2,7 % srbštinu. Italský jazyk měl zastoupení 2,2 %.
V roce 2020 tvořilo obyvatelstvo ve věku 15–26 let 9,3 % obyvatel města.

## Zeleň a životní prostředí
V roce 2015 se na území města Koperu nacházelo 53 122 m2 parků, což představovalo 16 % veškeré zeleně ve městě. Téměř padesátiprocentní podíl na místních zelených plochách mají především lesy a další neparková zeleň. Mezi známé parky patří např. park Bonfika, který vznikl v zasypané části místního zálivu.
Městská občina Koper zaujímá 8 km z celkového slovinského pobřeží, 2,6 km z uvedených osmi potom jsou součástí místního přístavu a nejsou dostupné pro veřejnost.

## Kultura

### Kulturní instituce

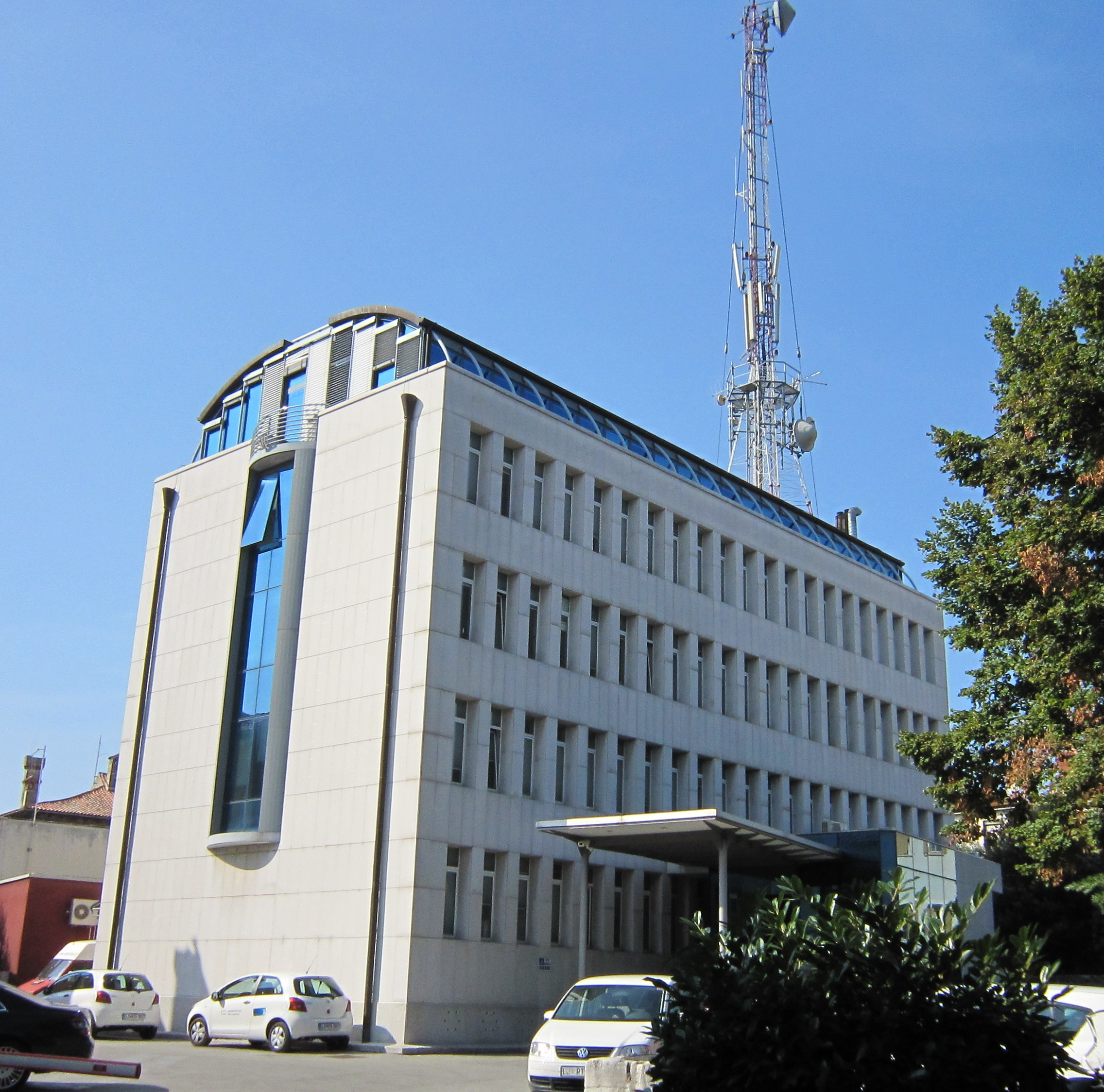
Budova rozhlasu.

V Koperu od roku 1911 sídlí Regionální muzeum (slovinsky Pokrajinski muzej) s dislokovanou etnologickou sbírkou. Druhým významným je potom i etnografické muzeum, které zahrnuje např. sbírku regionálních krojů.
Působí zde rovněž knihovna Srečka Vilhara (slovinsky Osrednja knjižnica Srečka Vilharja Koper, italsky Biblioteca centrale Srečko Vilhar Capodistria). Umístěna je v historickém paláci Brutti. Dále zde sídlí (rovněž v historickém jádru) i Vysokoškolská knihovna pro techniku, lékařství a přírodní vědy slovinsky Visokošolska knjižnica za Tehniko, medicino in naravoslovje).
Divadlo Koper (slovinsky Gledališče Koper, italsky Teatro Capodistria) bylo založeno v roce 2001 jako první divadlo ve městě.
Pobřežní galerie Piran působí i v Koperu a provozuje několik galerií ve městě. V rámci Regionálního muzea působí Galerie moderního a soudobého umění. Kromě toho se zde nachází i menší galerie, např. Žbona a Re:Gallery. Nachází se zde taká Kulturní, sociální a multimediální centrum mládeže (MKSMC Koper).

### Kulturní akce
Ve městě se pravidelně pořádá akce každý rok s názvem Koper na dlani.

### Architektonické památky

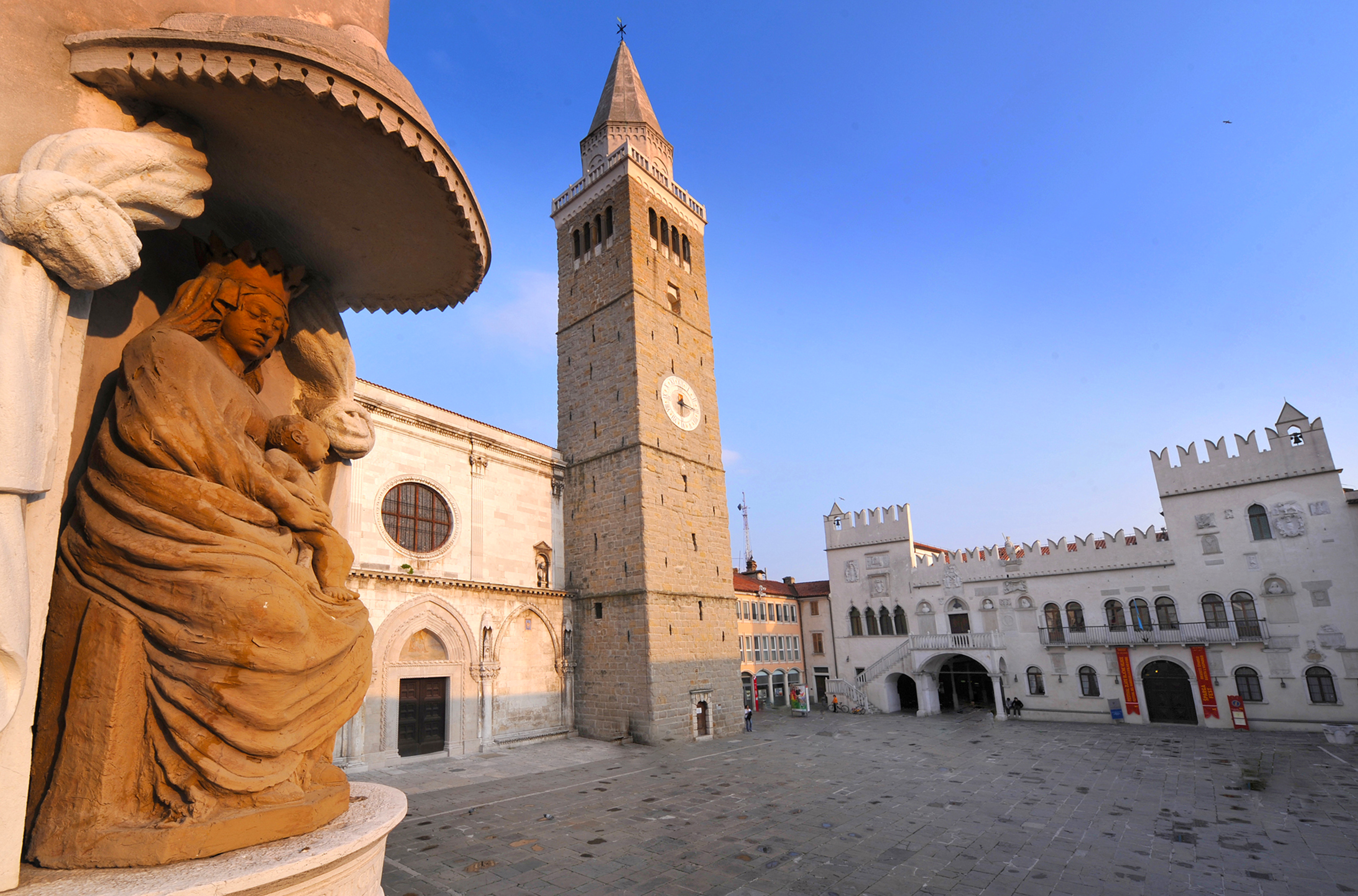
Titovo náměstí v centru města.

Koper patří mezi turisticky atraktivní destinace Slovinska, navštěvováno je především historické jádro, které vzniklo v duchu benátské architektury. V roce 2017 město získalo statut European Destination of Excellence.
Z původních dvanácti městských bran se nejlépe zachovala Muda (Porta della Muda, vrata Muda) z roku 1516. Ústřední městské náměstí nese jméno po maršálu Titovi (Titov trg) a nacházejí se na něm další významné památky – Prétorský palác, Lóže, katedrála Nanebevzetí Panny Marie a rotunda sv. Jana Křtitele.
Prétorský palác (Pretorska palača) je nejvýznamnější architektonická památka města. Pochází z 15. století a do roku 1797 složil jako hlavní sídlo místního podesty a guvernéra. Palác prodělal v sedmnáctém století rozsáhlou přestavbu. Po rekonstrukci dokončené v roce 2001 je palác sídlem městských orgánů. Mezi další významné paláce v Koperu patří např. Palác Almerigogna, Pizarello-Palma nebo palác Carli.
Další významnou stavbou je palác Lodžie (Loža; Logga), jehož nejstarší část pochází z roku 1462. V roce 1698 byla realizována přístavba. V upomínku na morovou ránu z let 1554–1555 se zde nachází terakotová soška Madony. V budově v roce 1846 vznikla první kavárna ve městě.
V místech, kde se nachází další z koperských památek – kostel Nanebevzetí Panny Marie (Župnijska cerkev Marije Vnebovzete) – se v minulosti nacházelo několik církevních staveb. První vznikla již v polovině dvanáctého století. Současná podoba kostela pochází z počátku 18. století a jejím autorem je Giorgio Massari. Nedaleko od kostela stojí také místní zvonice, která původně plnila roli obranné věže a v 15. století byla přestavěna do současné podoby.
Městská brána (Muda) se dochovala z počátku 16. století.
Románská rotunda sv. Jana Křtitele nacházející se nedaleko kostela Nanebevzetí Panny Marie je nejstarší církevní památka pobřeží. Původně sloužila jako románské baptisterium. Ve východní části historického centra města se také nachází Františkánský klášter. 
V centru Koperu se nachází také Fontána da Ponte z roku 1666 (na Prešerenově náměstí).

## Školství
V Koperu sídlí Přímořská univerzita, která byla založena v roce 2003 a studuje na ní cca 5400 posluchačů. 
Kromě řady základních a středních škol (Gymnázium Koper s uměleckým a sportovním oddělením, Střední průmyslová škola, Střední škola ekonomická a obchodní s programem ekonomického gymnázia) je zde také jedna základní a střední škola s italským vyučovacím jazykem (Ginnasio Gian Rinaldo Carli). Na území městské obštiny Koper působí celkem 11 základních škol.

## Ekonomika a námořní doprava

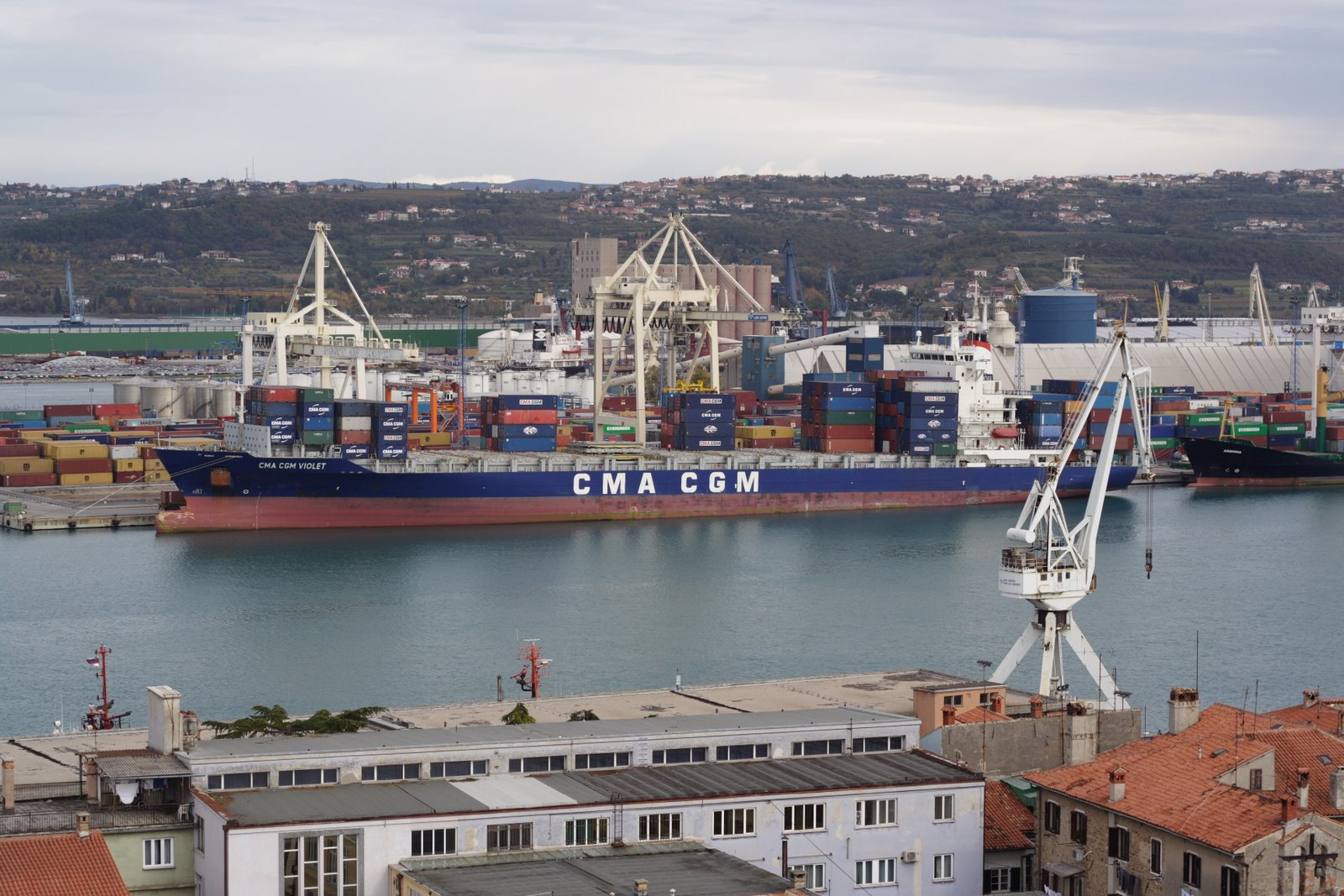
Přístav v Koperu.

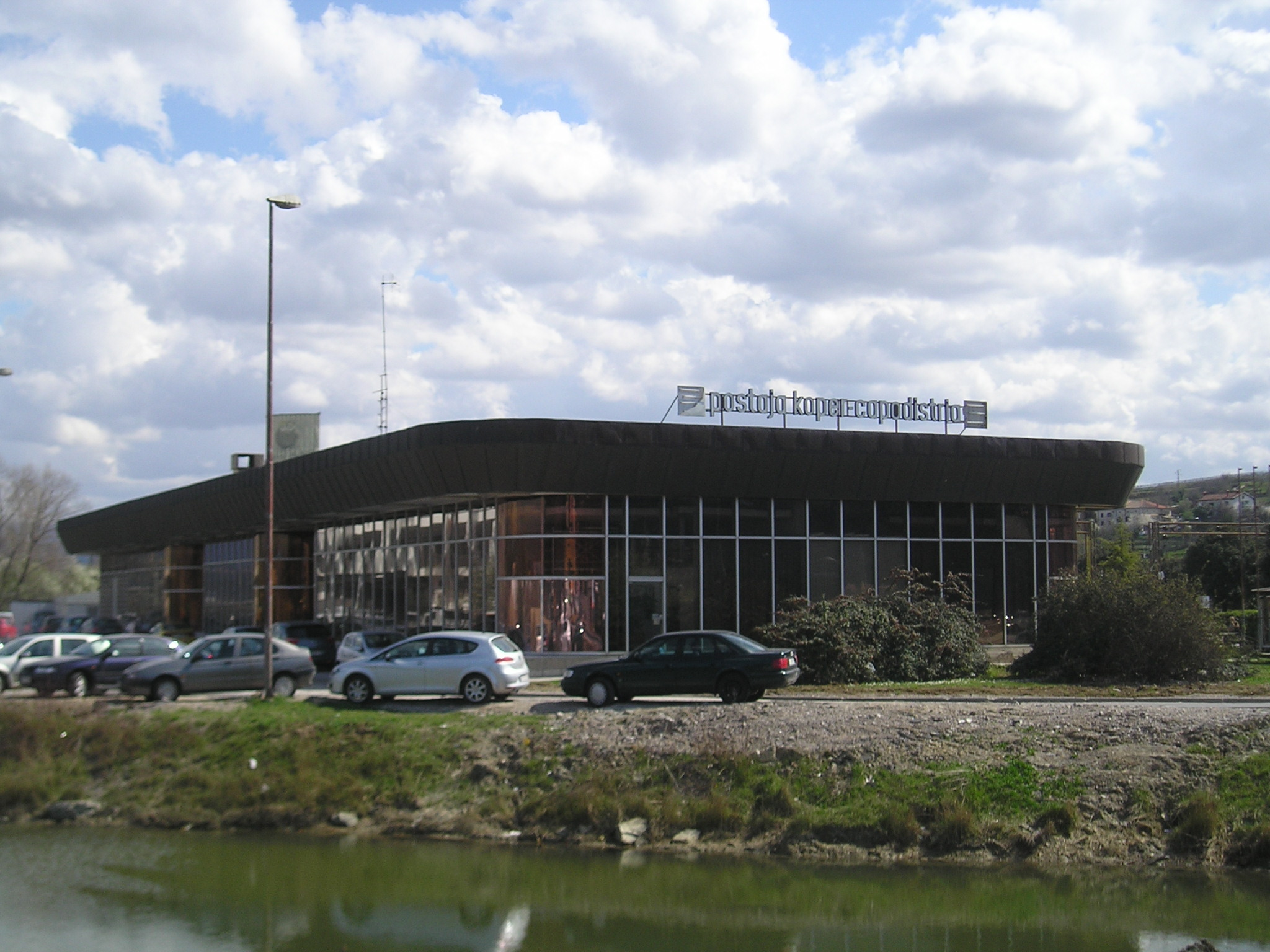
Železniční stanice.

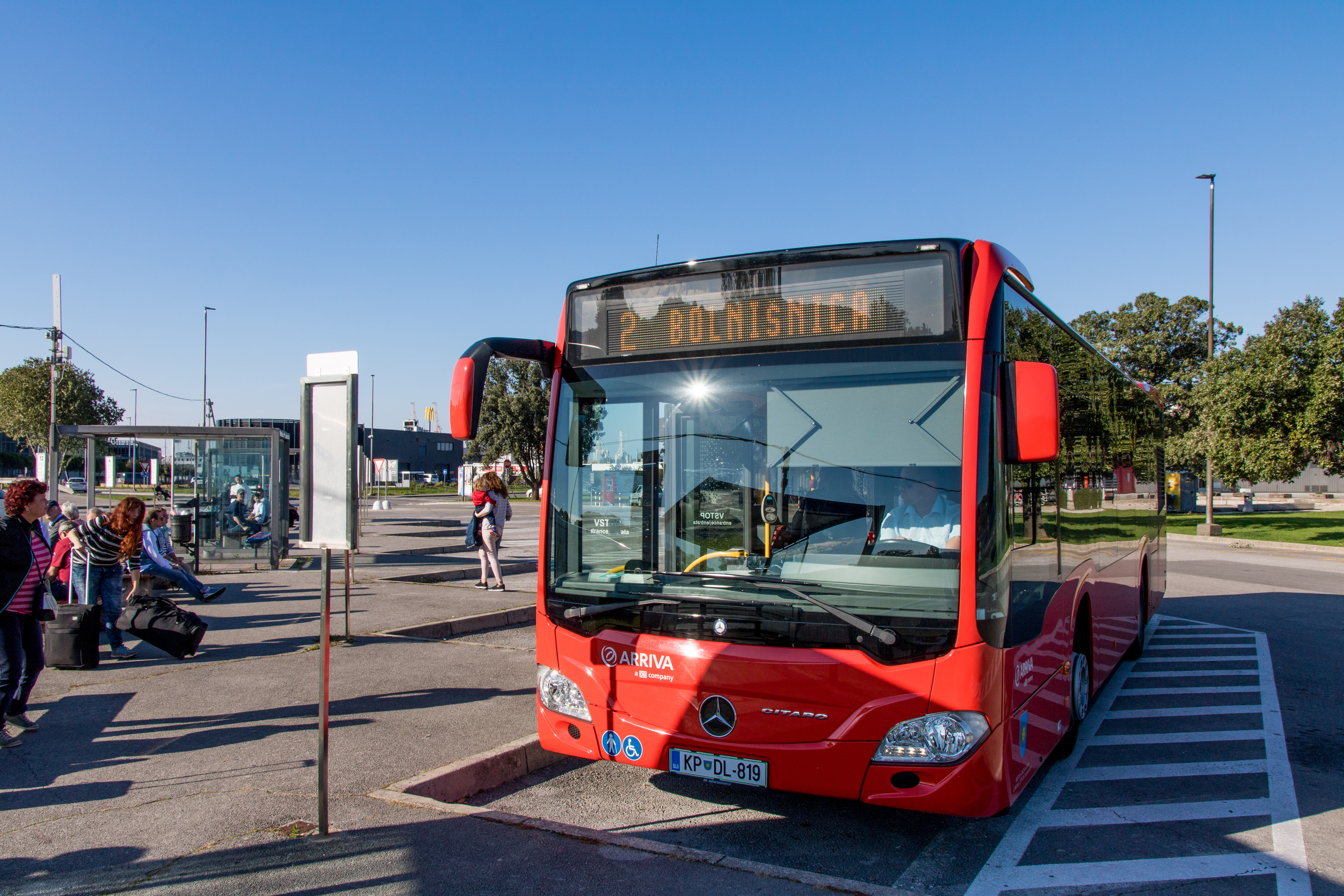
Autobusové nádraží.

Koper byl významným obchodním bodem a svým významem konkuroval nedalekému Terstu. První ranou, ze které se vzpamatoval, byl mor, který v sedmnáctém století srazil počet obyvatel na osminu. Obnovená prosperita trvala do roku 1719, kdy se z Terstu a Rijeky staly svobodné přístavy. Pád Benátské republiky znamenal ztrátu dominance na Jadranu. Význam města snížil po otevření železnice z Vídně do Terstu.
Když nebyl Terst definitivně připojen k Jugoslávii, resp. ke Slovinsku, bylo rozhodnuto o zbudování nového přístavu. Ten vznikl v roce 1957 právě v Koperu. V současné době je Koper největším přístavem na území Slovinska a jediným mezinárodním nákladním přístavem země. Jeho součástí je celkem 12 terminálů pro různé druhy nákladu, byť zde chyběl moderní terminál pro osobní dopravu, dobudován byl po roce 2010. V roce 2000 přístav odbavil 9,5 milionů tun zboží.
Má značný význam i v regionu, zaznamenány jsou nicméně i případy jeho využití jako překladiště drog. Přístav je také významným zaměstnavatelem, pracuje pro něj celkem 1700 lidí. V roce 2022 odbavil jeden milion TEU nákladu. Vyváženy jsou přes něj ve velké míře automobily.
V Koperu se nachází také další průmyslové podniky.
Na okolních kopcích se rozkládají rozsáhlé vinice.

## Pozemní doprava
Kromě zmíněného přístavu je město významným dopravním uzlem i z hlediska jiných druhů dopravy.

### Železniční
Končí zde elektrifikovaná železniční trať z Divače, procházející členitou krasovou oblastí. Místní osobní nádraží bylo vybudováno v roce 1979 v souvislosti s vysušováním pobřeží a získání nové půdy. Nákladní nádraží se nacházejí v samotném přístavu a některé koleje zasahují přímo až k historickému středu města.
Trať byla budována až po druhé světové válce v souvislosti s územními změnami a potřebami zajistit spojení místního přístavu na tehdejší jugoslávskou železniční síť. V druhé dekádě 21. století byla pro nákladní dopravu trať maximálně vytížená. Historicky do Koperu také vedla železniční trať s názvem Parenzana, která spojovala celé západní pobřeží Istrie.

### Silniční
Na slovinskou dálniční síť je město napojeno pomocí rychlostní silnice H6, která navazuje na dálnici A1. Prochází vysušeným pásem půdy, který odděloval bývalý ostrov od původního pobřeží. Zasahuje do samotného města a směrem do Izoly vede tunelem. Kromě toho do Koperu ústí ještě silnice č. 11, která vede z chorvatské části Istrie.
Centrum města je (s výjimkou několika hlavních ulic) zcela uzavřeno pro automobilovou dopravu. Naopak moderní část města má široké bulváry navržené pro intenzivní automobilovou dopravu.

### Městská
V Koperu je v provozu městská hromadná doprava, kterou zajišťují autobusy. Městskou a příměstskou dopravu zajišťuje společnost Arriva.
V roce 2022 zde bylo otevřeno nové autobusové nádraží.

### Cyklistická
Koper má rozsáhlou síť cyklostezek, které jsou vzájemně propojené v řadě směrů.

## Bezpečnost
Ve městě se nachází věznice s kapacitou 110 lidí. Jedná se o jednu ze šesti slovinských věznic. Areál byl dokončen v roce 2004. Dříve se věznice nacházela v areálu kláštera sv. Anny.

## Sport
Jihozápadně od centra města se nachází sportovní hala Bonfika. Tu obklopují ještě i různá další sportoviště, např. fotbalová hřiště a atletický stadion.

## Významné osobnosti
- Santorio Santorio – lékař a vynálezce
- Francesco Trevisani – malíř
- Danilo Kocjančič – hudebník
- Igor Gregorič – kardiochirurg
- Jaka Ivančič – fotograf
- Robert Zorec – biolog, akademik
- Ferdinand I. Cavallar von Grabensprung – rakouský důstojník (narozen v Praze, působil a zemřel v Koperu).
- Bruno Zago – fotbalista
- Gašper Vinčec – námořník
- Damir Skomina – fotbalový rozhodčí
- Tomaž Šalamun – básník